# 50 Ways to Say Goodbye
50 Ways to Say Goodbye es una canción de la banda estadounidense Train de su sexto álbum de estudio, California 37. Oficialmente impactó las radios de música contemporáneas y pop en Estados Unidos el 11 de junio de 2012. Alcanzó el número 20 en el Billboard_Hot_100. Obtuvo la certificación de oro de la RIAA el 20 de septiembre de 2012.

## Composición
Es una canción de género pop rock en la nota de E♭ menor. Al mismo tiempo con un tempo de 140 beats por minuto. Utiliza guitarras eléctricas y una influencia mariachi con la Música Mexicana y guitarras acústicas.También la melodía está basada en "El fantasma de la ópera (desambiguación).

## Video musical
El video musical fue dirigido por Marc Klasfeld y presentado por David Hasselhoff y Taryn Manning.

## Créditos
- Pat Monahan - Compositor, Voz principal
- Espen Lind - Compositor, productor, guitarras adicionales, bajos, teclado, voces secundarias, programación
- Amund Bjorklund - Compositor, productor, programación
- Jimmy Stafford - Guitarra
- Scott Underwood - Percusión
- Hector Mandoalo - Bajo
- Jerry Becker - Teclado
- Brad Magers - Cuernos